# Горы (Львовская область)
Горы (укр. Гори) — село в Жолковской городской общине Львовского района Львовской области Украины.
Население по переписи 2001 года составляло 102 человека. Занимает площадь 3,63 км². Почтовый индекс — 80360. Телефонный код — 3252.